# آلیسون کوپر
آلیسون کوپر (به انگلیسی: Alison Cooper) (زاده ۳۱ مارس ۱۹۶۶) کارآفرین، حسابرس و مدیر ارشد اجرایی بریتانیایی است، که در حال حاضر به‌عنوان مدیر عامل اجرایی شرکت امپریال توباکو فعالیت می‌کند.